# Sint-Odiliënberg
Sint Odiliënberg est un village néerlandais situé dans la commune de Roerdalen, dans la province du Limbourg néerlandais. Le 1er janvier 2006, le village comptait 3 570 habitants.

## Histoire
Une abbaye est fondée sur un monticule au VIIIe siècle, par des prêtres saxons. L’abbatiale est reconstruite aux XIe et XIIe siècles en style roman, et devient la basilique Saints-Wiro-Plechelm-et-Otger en 1957.
Sint-Odiliënberg a été une commune indépendante jusqu'au 1er janvier 1991. À cette date, elle fusionna avec Posterholt et Montfort pour former la nouvelle commune d'Ambt Montfort, qui a existé jusqu'en 2007.

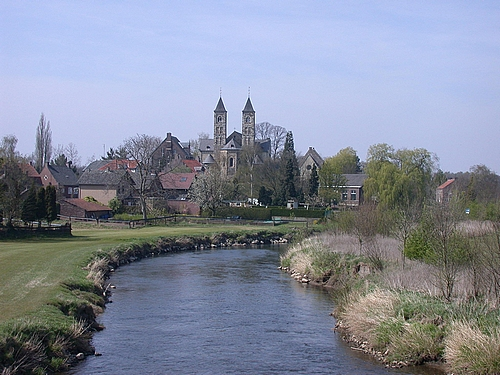
Vue sur Sint-Odiliënberg